# Črna vas
Črna vas – wieś w Słowenii, w gminie miejskiej Lublana. W 2018 roku liczyła 990 mieszkańców. We wsi znajduje się kościół św. Michała na bagnach wpisany w 2021 roku na listę światowego dziedzictwa UNESCO w ramach obiektu „Dzieła Jože Plečnika w Lublanie – urbanistyka zorientowana na człowieka”